# Vipasszana
A vipasszana (páli) vagy vipasjana (विपश्यना, szanszkrit; kínai: 觀 guān; tibeti: ལྷག་མཐོང་, lhaktong; wylie: lhag mthong) a buddhizmusban belátást jelent a valóság igaz természetébe, azaz a létezés három jellemzőjébe: mulandóság, szenvedés vagy kielégíthetetlenség, és az éntelenség vagy én-nélküliség.
A vipasszana meditáció egy modern théraváda gyakorlat, amelyet Lédi Szejádó és Mogok Szejádó vezetett be újra Srí Lankában, majd Mahászí Szejádó, S. N. Goenka és a vipasszaná mozgalom  népszerűsítette, amelyben a légzés, a gondolatok, az érzelmek és a cselekedetek tudatosságát használják a belátáshoz a lét három ismérvébe. A vipasszaná meditációnak köszönhetően a légzés tudatossága nagy népszerűségre tett szert a Nyugaton.

## Belátás meditáció

### Eredete
A Szutta-pitakában a "vipasszana" kifejezés alig szerepel. A nyugalom kifejezésére a szamatha kifejezést használják, a vipasszanát pedig a tisztán látásra. Sokkal gyakrabban használatos a dhjánák fogalma. Amikor Buddha a tanítványainak azt tanácsolta, hogy meditáljanak, nem a vipasszana kifejezést használta, hanem a dhjánát - és soha nem szerepelt a vipasszana a tudatosság egyik technikájaként.

### Egyszerű belátás
A szuttákban szerepelnek ősi viták a tanok és a belátás kifejlesztésének mahájána és a théraváda értelmezése között. Ebből alakult ki az az ideológia, hogy a megvilágosodás egyszerű belátáson keresztül is elérhető, ha alaposan megfigyeljük a létezés három jellemzőjét (tilakkhana), azaz a szenvedést, az éntelenséget és az mulandóságot. Ez a négy nemes igazság tudása és belátása, amelyet csak a nemes nyolcrétű ösvényen keresztül lehet elérni. A théraváda hagyomány szerint a megvilágosodás vagy a nibbána (nirvána) csak az összes vipasszana belátási szint tanulmányozásaival lehetséges, a nemes nyolcrétű ösvény gyakorlása közben.
A mahájána hagyományok a pradnyá, a súnjata, a dharmata és a két igazság tana belátását hangsúlyozzák:

### Vipasszana és szamatha
A théraváda hagyományban kétfajta meditációs gyakorlatot végeznek, a szamatha (páli; szanszkrit: śamatha; "nyugodt") és vipasszana (belátás) meditációt. A szamatha a tudat lecsillapításának legfőbb meditációs gyakorlata.
A kortárs théraváda egyházakban a szamathát a vipasszana előkészítésének tartják, amely lecsillapítja a tudatot és megerősíti a koncentrációt, hogy a belátás megtörténhessen. Ez vezet el a megvilágosodáshoz. Ezzel szemben a Vipasszana mozgalomban úgy tartják, hogy a belátás nem érhető el anélkül, hogy továbbfejlesztenék a szamathát. Emiatt az újítás miatt a Vipasszana mozgalmat sok kritika érte, főleg Srí Lankán.

## Gyakorlat
A vipasszanát elmélyedéssel, befelé figyeléssel, a testrészek érzéseire való figyeléssel, az elmúláson való elemző meditációval és megfigyelésekkel lehet gyakorolni. A gyakorlatok a különböző modern buddhista hagyományokban eltérőek lehetnek, ám a fő célja mindegyiknek a belátás kialakítása.

### Théraváda

#### Vipasszana mozgalom
A vipasszana kifejezés a Vipasszana mozgalomnak köszönhetően vált népszerűvé az 1950-es években Burmában. A nyugati elvont társadalmakban a vipasszana az érzelmek kezelésének gyakorlati módjává vált. A Vipasszana mozgalom, vagy más néven a „belátás meditáció mozgalom” egyszerre több modern théraváda buddhista iskolára vonatkozik, elsősorban a thai erdei hagyományra és az "Új Burmai módszerre", amelyek a létezés három jellemzőjébe való belátást hangsúlyozzák, ahhoz, hogy a gyakorló elérje a megvilágosodást és belépjen az ún. folyamba (szotápanna).
A Vipasszana mozgalomban a hangsúly a Szatipatthana-szuttán és a tudatosság használatán van, ahhoz, hogy elérjék a belátást az önkép állandótlan természetébe.

#### Vipasszana meditáció
A vipasszana meditációban a légzés tudatossága technikát használják, amit ötvöznek az mulandóságon való elmélyüléssel. Minden jelenséget megvizsgálnak és következtetnek a lét három ismérvére: dukkha, anatta, és aniccsa.
A légzés tudatosságát többször is leírja a Szutta-pitaka. A Szatipatthana-szutta úgy jellemzi, mint az erdőben leülni egy fa alá és egyszerűen megfigyelni a légzést. Ha a légzés hosszú, akkor megfigyelni, hogy a légzés hosszú, ha a légzés rövid, akkor megfigyelni, hogy a légzés rövid. A légzés megfigyelésével tudatosul a légzés okozta folyamatos változás, valamint a tudatosság folyamatos keletkezése és elmúlása. Bepillantást lehet nyerni az állandótlanság természetébe a testrészek érzéseire való összpontosítás által, illetve az érzések keletkezésébe és elmúlásába.

#### Szintek a gyakorlatban
A vipasszana dhjánák olyan szintek, amelyek a vipasszna meditáció fejlődését jelzik, a burmai vipasszana meditáció alapján.
Mahászí Szejádó tanítványa Szejádó Ú Pandita a következőképpen jellemzi a négy vipasszana dhjánát:
1. A meditáló először feltérképezi a testét, majd a tudatát, és felfedezi a három ismérvet. Az első dhjána ezeknek a pontoknak, valamint a vitakka és a vicsára jelenlétének a meglátása. A jelenségek felfedik tulajdonságaikat, miképp keletkeznek és múlnak el.
2. A második dhjánában a gyakorlat erőlködés nélkülinek tűnik. A vitakka és a vicsára is eltűnik.
3. A harmadik dhjánában az öröm is elmúlik: csak a boldogság érzete van és a koncentráció.
4. A negyedik dhjánában az egyhegyűség következtében megjelenik a tudat tisztasága. A gyakorlat közvetlen tudáshoz vezet. A komfortérzet megszűnik, ahogy a jelenségek láthatóvá válnak. A jelenségek átmenetiek, nem stabilak és ezáltal kiábrándítók. A szabadság vágya lép fel.

A vipasszana meditáció végül a belátáshoz vezet a jelenségek mulandóságába, azaz a megszabaduláshoz.

### Mahájána

#### Vadzsrajána
Az indiai mahájána buddhizmusban a vipasszanával kapcsolatban egyaránt használták a deduktív és az induktív érvelést. Leah Zahler szerint ebből csak a deduktív hagyomány került át a tibeti buddhizmusba a szútrajána kontextusában.